# Notre-Dame-de-Livoye
Notre-Dame-de-Livoye is een gemeente in het Franse departement Manche (regio Normandië) en telt 114 inwoners (2004). De plaats maakt deel uit van het arrondissement Avranches.

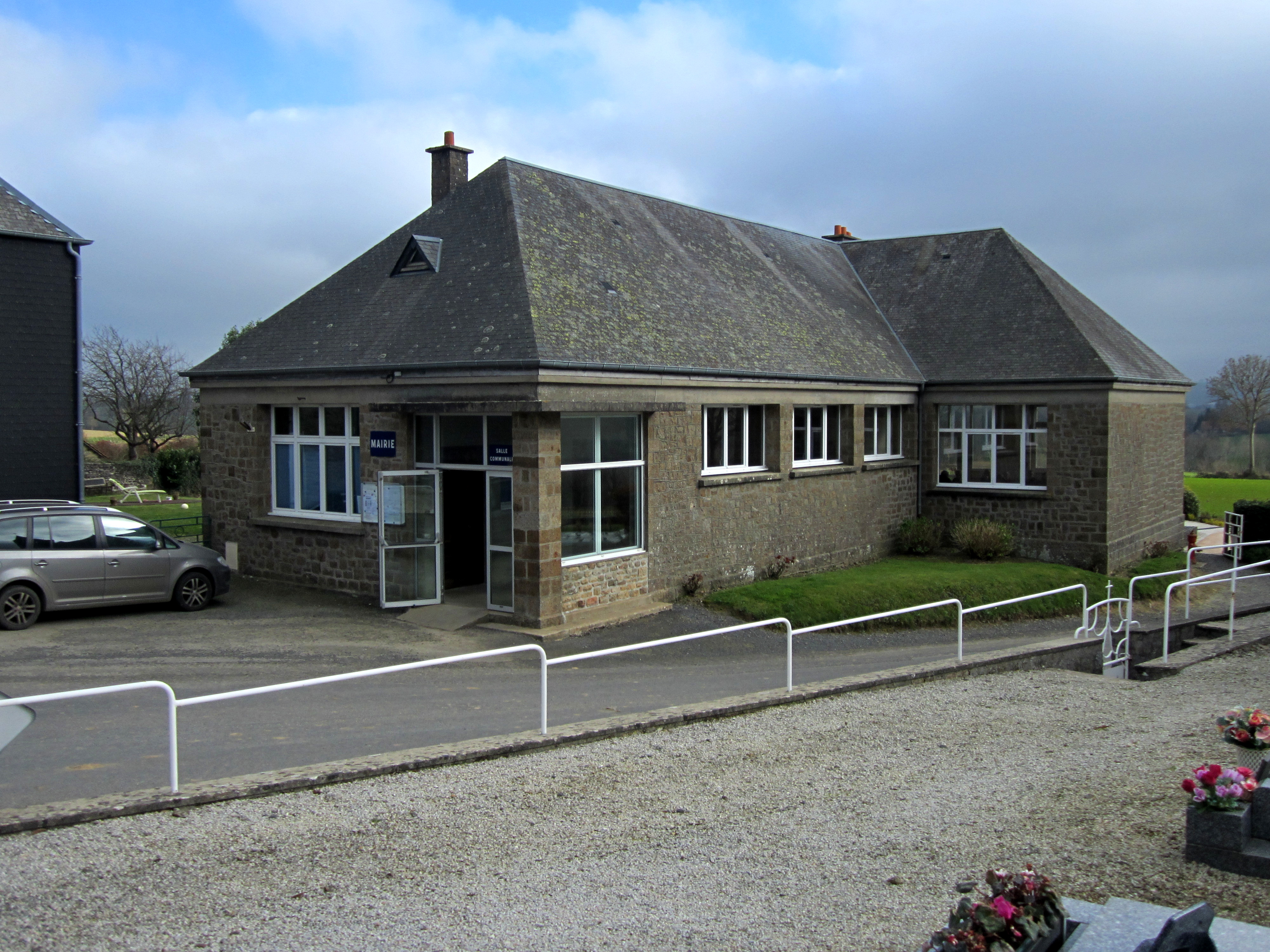
Gemeentehuis
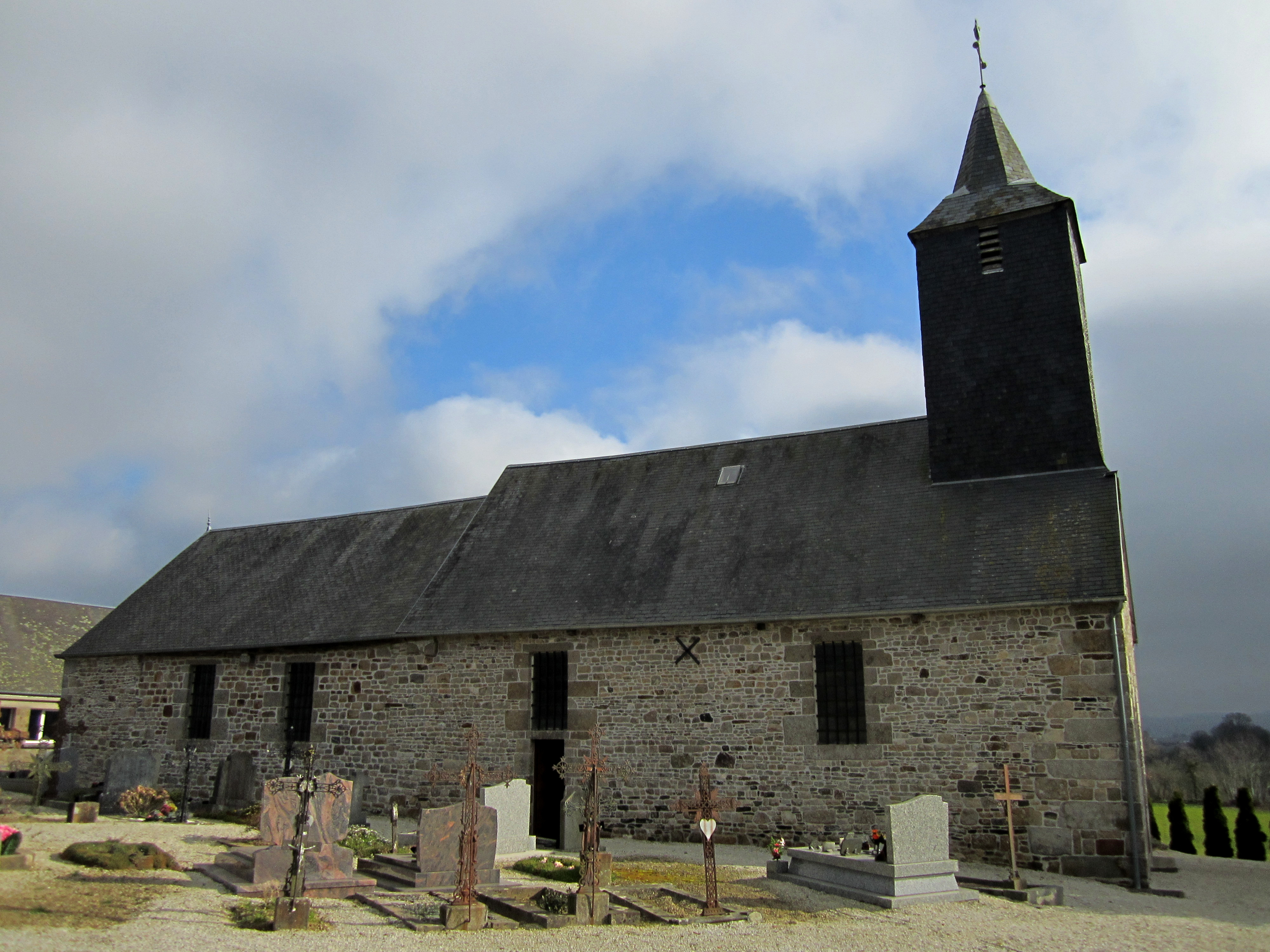
Kerk van Notre-Dame-de-Livoye

## Geografie
De oppervlakte van Notre-Dame-de-Livoye bedraagt 3,5 km², de bevolkingsdichtheid is 32,6 inwoners per km².
De onderstaande kaart toont de ligging van Notre-Dame-de-Livoye met de belangrijkste infrastructuur en aangrenzende gemeenten.

## Demografie
Onderstaande figuur toont het verloop van het inwonertal (bron: INSEE-tellingen).

1. ↑  Populations de référence 2022.